# Pamela Harriman
Pamela Beryl Harriman, z domu Digby (ur. 20 marca 1920 w Farnborough, Hampshire, zm. 5 lutego 1997 w Paryżu) – Angielka, amerykańska działaczka polityczna, autorka wspomnień. Obok działalności publicznej znana była z wielu głośnych romansów. Córka arystokraty Edwarda Kenelma Digby’ego, 11. barona Digby of Geashill i Constance Pameli Alice z domu Bruce, córki 2. barona Aberdare.

## Życiorys
Wychowywała ją guwernantka w rodzinnej rezydencji Digbych, Minterne Magna w Dorset. Jako 17-latka spędziła pół roku szkole z internatem w Monachium. Podobno została przedstawiona Hitlerowi. Po powrocie do Anglii pracowała w służbie zagranicznej jako tłumaczka z języka francuskiego. Poznała tam Randolpha Churchilla (syna Winstona), z którym 4 października 1939 r., po zaledwie kilkunastodniowej znajomości, wzięła ślub. Z tego związku urodził się syn Winston (10 października 1940). Pamela pracowała później w ministerstwie zaopatrzenia. Małżeństwo zakończyło się w 1946 rozwodem, z powodu licznych romansów Pameli.
Pamela wychodziła za mąż jeszcze dwukrotnie; w maju 1960 poślubiła znanego hollywoodzkiego producenta Lelanda Haywarda, a po jego śmierci 27 września 1971 polityka amerykańskiego, b. gubernatora stanu Nowy Jork Averella Harrimana (podobno romans Pameli i Averella był główną przyczyną jej rozwodu).
Lata 1946–1959 spędziła w Paryżu, potem przeniosła się do USA. Była bohaterką wielu romansów, m.in. z Giovannim Agnellim, baronem Elie de Rotschildem, księciem Alim Chanem (synem Agi Chana III). Po ślubie z Harrimanem (z którym znajomość zawarła jeszcze w okresie II wojny światowej) zaangażowała się w działalność Partii Demokratycznej. Dążyła do odzyskania przez partię władzy w Białym Domu w okresie prezydentury Reagana i Busha seniora, co nastąpiło ostatecznie w 1992. Wybrany wówczas prezydent Clinton mianował Pamelę Harriman ambasadorem USA we Francji.
Zmarła na wylew krwi do mózgu w Paryżu. Prezydent Jacques Chirac pośmiertnie odznaczył ją Krzyżem Wielkim Legii Honorowej. Podczas jej pogrzebu w Waszyngtonie mowę pogrzebową wygłosił Bill Clinton.